# Fils de personne (chanson)
Singles de Johnny Hallyday
Oh ! Ma jolie Sarah
(5 avril 1971) Comme si je devais mourir demain
(15 mars 1972)
Fils de personne est une chanson de Johnny Hallyday, sortie en 1971. Adaptation française par Philippe Labro du titre Fortunate Son du groupe Creedence Clearwater Revival, Fils de personne est le second extrait de l'album Flagrant Délit, il sort en 45 tours en septembre 1971.

## Histoire
Fils de personne rock âpre, dur, revanchard, sur des paroles signées Philippe Labro, invective les « fils de quelqu'un » dont à chaque refrain se démarque Johnny Hallyday vociférant qu'il n'est pas né d'un père « militaire, milliardaire, fonctionnaire », sous entendant qu'il ne doit sa réussite à personne.

Jean-William Thoury souligne que l'adaptation de la chanson du groupe Creedence Clearwater Revival ne trahit pas l'idée originale « qui semble si bien convenir à Johnny, réel "fils de personne". »
« Y'en a qui naissent avec dans leur berceau

Les milliards de leur père

On leur apprend que tout peut s'acheter

Les affaires, oui, sont les affaires

Mais pas moi

Non, pas moi

Je ne suis pas né milliardaire

Mais pas moi

Non, pas moi

Je suis le fils de personne »
Le titre intègre dès sa création le répertoire du chanteur et à partir du spectacle au Palais des sports de Paris à l'automne 1971, est systématiquement joué après Je suis né dans la rue (qui ouvre le tour de chant). Au gré des tournées, l'enchaînement est maintenu jusqu'en été 1974, le chanteur ne dérogeant à ce rituel qu'à de rares exceptions.

### Session d'enregistrement et musiciens
Nota, source pour l'ensemble de la section :
Réalisé par Lee Hallyday, Fils de personne est enregistré à Londres à l'Olympic Sound Studio, lors de l'enregistrement de l'album Flagrant délit.
Musiciens :
Nota : la liste donnée ici est celle du groupe ayant participé à l'enregistrement de l'album Flagrant délit ; pour Fils de personne, seuls les guitaristes, batteur et bassiste doivent être retenus (« exit » claviers, chœurs, « sax » et cuivre).
- Hugh Mc Cracken, Mick Jones, Jerry Donahue : guitares
- Pat Donaldson (en) : basse
- Tommy Brown : batterie
- Gary Wright, Raymond Donnez : piano, orgue
- Bobby Keys : saxophone ténor
- Jim Price (musician) (en) : trompette
- Madeline Bell (en), Nanette Workman, Doris Troy, Liza Strike : Chœurs

- Chris Kimsey (en) : Ingénieur du son

## Réception
Le titre s’écoule à plus de 250 000 exemplaires en France.

### Classements hebdomadaires
| Classement (1971) | Meilleure position |
| ----------------- | ------------------ |
| France            | 4                  |

## Discographie
1971 :
- album Philips 6325 003  Flagrant délit[9]
- 45 tours Philips 6009 174 : Fils de personne, Il faut boire à la source[10]

Discographie live :
- 1971 : Live at the Palais des sports
- 1972 : Olympia 1972 (inédit jusqu'en 2019)
- 1972 : Johnny Circus été 1972 (resté inédit jusqu'en 2022, sortie posthume)
- 1973 : Live Olympia 1973 (inédit jusqu'en 2012)
- 1979 : Pavillon de Paris : Porte de Pantin
- 1981 : Live
- 1993 : Parc des Princes 1993
- 1995 : Lorada Tour
- 2000 : 100 % Johnny : Live à la tour Eiffel - Happy Birthday Live - Parc de Sceaux 15.06.2000 (inédit jusqu'en 2020) (pour les deux, en duo avec Jean-Louis Aubert)
- 2000 : Olympia 2000
- 2003 : Parc des Princes 2003
- 2003 : Hallyday Bercy 2003 (sortie posthume en 2020)
- 2007 : La Cigale : 12-17 décembre 2006
- 2013 : On Stage (en duo avec Yarol Poupaud) ; Born Rocker Tour (en duo avec Yarol Poupaud et David Hallyday à la batterie)
- 2014  : Son rêve américain - Live au Beacon Theatre de New-York 2014 (en duo avec Yarol Poupaud / sortie posthume en 2020)
- 2016 : Rester Vivant Tour (en duo avec Yarol Poupaud)

## Reprises
2022 : la chanson est reprise et donne son titre à l'album de Yarol Poupaud (Fils de personne), enregistré en hommage à Johnny Hallyday.